# Аль-Фахура (нохія)
Аль-Фахура (араб. ناحية الفاخورة) — нохія у Сирії, що входить до складу району Кардаха провінції Латакія. Адміністративний центр — м. Аль-Фахура.
| Сирія | Це незавершена стаття з географії Сирії. Ви можете допомогти проєкту, виправивши або дописавши її. |